# Thure Dahlbeck
Thure Dahlbeck, född 28 mars 1911 i Karlshamn, död 1981, var en svensk konstnär.
Han var son till stenhuggaren Olof Dahlbeck och Tekla Stilling samt från 1936 gift med Carola Bergkvist. 
Dahlbeck studerade vid Essem-skolan i Malmö 1948-1949 samt under studieresor till bland annat Danmark och Italien. Han medverkade i Septembergruppens vandringsutställningar i Blekinge och Bergslagen samt med gruppen Fem blekingar, separat ställde han ut i sin hemstad Karlshamn. Han tilldelades Alice Tegnér-stipendiet 1970. Hans konst, mestadels grafik som torrnålsgravyrer och träsnitt, består av naturmotiv, stilleben, figursaker men även melodiska landskapsmålningar.